# 連合軍軍政期 (朝鮮史)

連合軍軍政期

国歌: アメリカ合衆国国歌

ソビエト連邦国歌

朝鮮（朝鮮半島）の連合軍軍政期（れんごうぐんぐんせいき）は、朝鮮の歴史において、第二次世界大戦で朝鮮総督府が降伏した1945年9月9日から、大韓民国（韓国）・朝鮮民主主義人民共和国（北朝鮮）が相次いで建国される1948年までの間、連合国2か国軍（アメリカ合衆国とソビエト連邦）による占領統治が行われていた時代である。この時代以降、朝鮮は38度線を境とする朝鮮半島分断の時代を迎えることになる。
同時期に連合国が占領統治を行ったオーストリアやドイツと異なり、連合国は信託統治を予定する朝鮮に中央政府や占領統治を統括する機関を設置しなかった。その為、冷戦が激化する中で統治者のアメリカ軍とソビエト連邦軍が統一的な施策を行わず、朝鮮は最終的に資本主義陣営（大韓民国）と共産主義陣営（朝鮮民主主義人民共和国）による分断国家として独立する事態を迎えた。

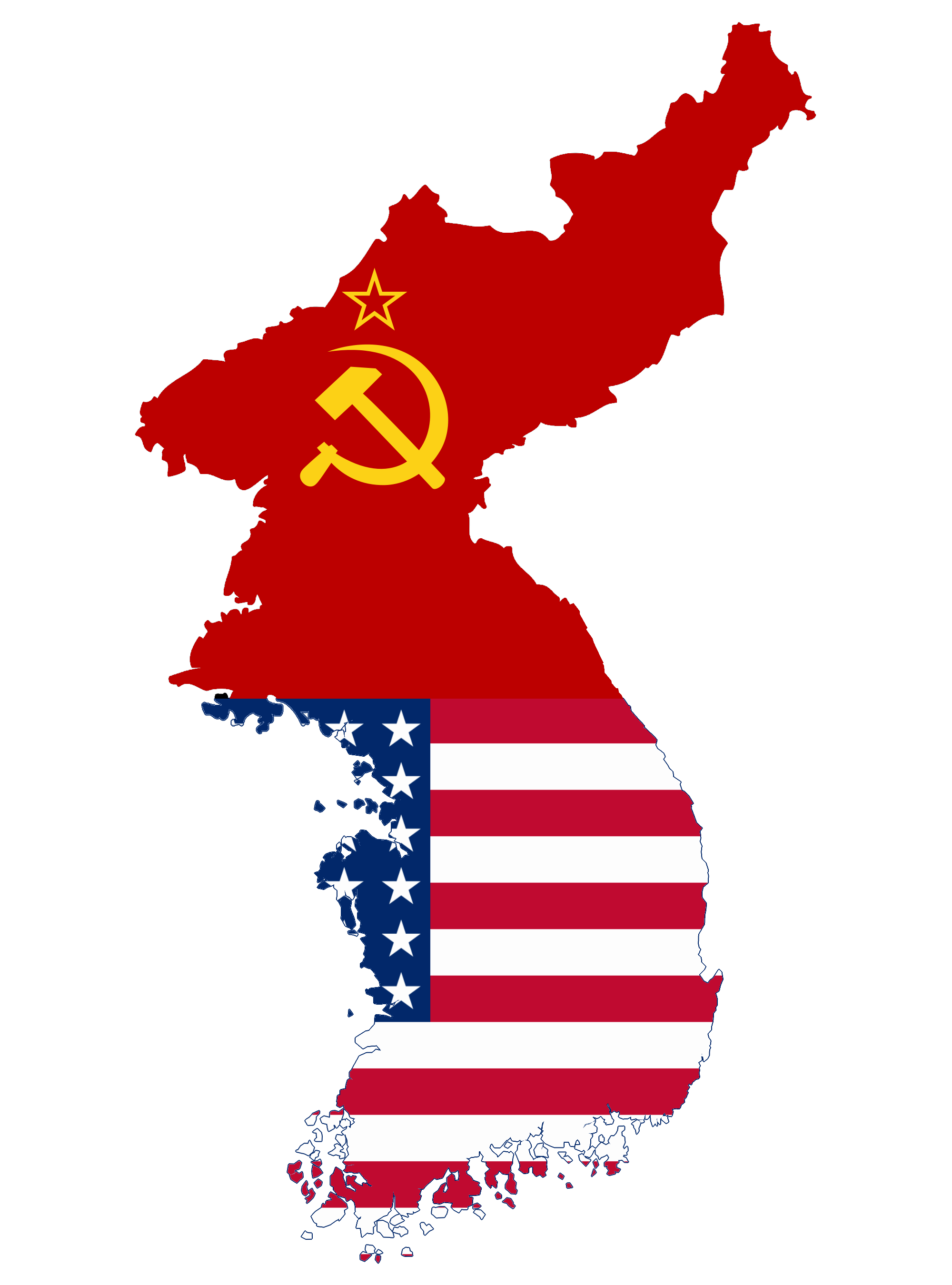
ソ連軍が統治している北部とアメリカ軍が統治している南部。この統治が後の朝鮮戦争につながる。

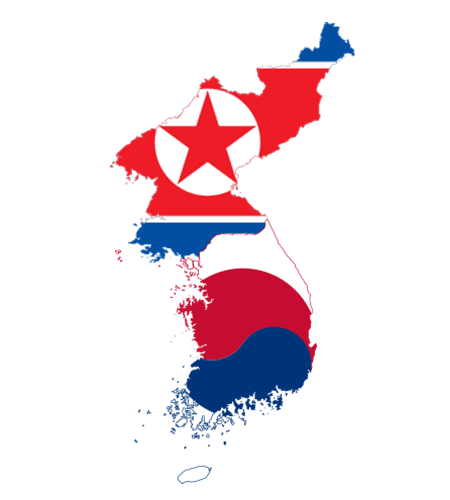
1952年の朝鮮半島。上が朝鮮民主主義人民共和国、下が大韓民国。

## 第二次世界大戦の終結と戦後処理
朝鮮は1910年から朝鮮総督府が統治する日本領朝鮮となる一方、一部の朝鮮人が朝鮮独立運動を行っていた。これに対し、当時の国際社会は日韓併合条約による韓国併合を承認する一方、一部の国々は独立運動団体・関係者への支援・取り込み工作を行っていた。その為、1941年に大日本帝国が第二次世界大戦（太平洋戦域）へ参戦する時点で、中華民国（国民政府）は大韓民国臨時政府・光復軍を財政・人的に後援し、ソビエト連邦は元東北抗日聯軍の朝鮮人将兵を取り込んで日本との戦闘を想定した民族旅団を編成していた。
大戦の戦局が連合国側の優勢となった1943年、連合国の米・英・中華首脳は対日方針を協議するためにエジプトのカイロでカイロ会談を開き、会談後に発表したカイロ宣言で「朝鮮ノ人民ノ奴隷状態ニ留意シ軈（やが）テ自由且独立ノモノタラシムル」ことを宣言した。1945年2月、ヤルタ会談で米・英・ソ連首脳はソ連対日参戦に関する極東密約（ヤルタ協定）を締結し、その中で戦後朝鮮を当面の間連合国四ヶ国（米・英・華・ソ）による信託統治下に置くことを取り決めた。その概要は京城府を除く中部西側および南東部はアメリカ、済州島を含む南西部はイギリス、北西部は中華民国、鬱陵島を含む中部東側と北東部はソ連がそれぞれ分割統治し、京城府はアメリカとソ連が共同統治するというものであった。
1945年8月9日、ヤルタ協定に基づいてソ連は対日参戦を行い満洲国及び朝鮮・咸鏡北道へ侵攻を開始する。8月14日に日本政府はポツダム宣言を受諾し降伏する旨を連合国側に通告するが、ソ連の侵攻は9月2日に日本が正式に降伏するまで続き、満洲（現中国東北部）・南樺太・千島列島及び朝鮮半島の北緯38度線以北（北朝鮮）を占領するに至った。
8月13日、アメリカの駐モスクワ特使ポーリ（Pauley）と駐ソ大使ハリマンは、ソ連が朝鮮半島に野心を持っていることを理由に、朝鮮及び満洲の速やかな占領をトルーマン大統領に建議した。しかし、8月14日に日本政府からポツダム宣言受諾の通告を受けた時点で、既にソ連は満洲と朝鮮北部に進駐を開始しており、主力がフィリピンにあるアメリカ軍を両地域へ即時投入することは非現実的との理由から、この提案は黙殺された。ただし、朝鮮半島をうやむやのうちにソ連に占領されるのを防ぐため、国務・陸軍・海軍調整委員会のディーン・ラスクとチャールズ・H・ボーンスティール3世は「北緯38度線で米ソの占領地域を分割する」という案を策定し、8月14日にトルーマン大統領の承認を受けた。この案はソ連に提示され、8月16日に同意の返答を受けた。
8月17日には一般命令第一号によって『38度線以北の日本軍（朝鮮軍）は赤軍（ソ連軍）に、以南はアメリカ軍に降伏する』ことが決定された。この命令はポツダム宣言を受諾した日本に伝達され、9月2日の降伏文書調印後に大本営によってこの方針が指令された。アメリカ軍は8月25日から朝鮮半島の北緯38度線以南（南朝鮮）への進駐を開始し、9月9日に京城府で朝鮮総督府から降伏文書に署名 を受けた。

## 「解放（光復）」と連合国の「朝鮮即時独立」否定
1945年8月15日、玉音放送によって日本の降伏が朝鮮を含む日本全土に伝えられたが、朝鮮においてそれは朝鮮が日本の統治下から離脱することも意味していた。これ以降、朝鮮では日本統治からの離脱を「朝鮮解放」ないし「朝鮮光復」と認識しており、独立後は南北朝鮮の双方が8月15日を祝日に指定している。
玉音放送に先立ち、朝鮮総督府は政務総監の遠藤柳作が治安維持のために朝鮮人への行政権の委譲を決め、朝鮮独立運動家の呂運亨に接触を図っていた。そのため、玉音放送を聞いた呂運亨はその日のうちに安在鴻らとともに朝鮮建国準備委員会（建準）を結成し、組織的な独立準備を進めた。その後、9月2日に日本政府が降伏文書に調印（正式に日本が降伏）したのを受け、呂運亨は李承晩を大統領、自身を副大統領とする朝鮮人民共和国の建国を9月6日に宣言した。だが、建準は独立の方針を巡って右派（民族主義者）と左派（共産主義者）が対立して混乱した上、当時中国で活動をしていた大韓民国臨時政府関係者も「朝鮮の正統な政府」としての自負から朝鮮人民共和国への協力を拒否した。
結局、アメリカ及びソ連は朝鮮人が自主的に樹立した政府に対して一切の政府承認を行わず、9月7日には米軍司令部が朝鮮における軍政実施を宣言し、朝鮮の即時独立は明確に否認された。9月9日の朝鮮総督府の降伏後、北朝鮮でソ連軍（赤軍）が、南朝鮮でアメリカ軍が軍政（占領行政）を開始し、共産主義体制、資本主義体制を各々の支配地域で確立していった。

## 軍政下の朝鮮
米ソ対立（冷戦）が激化する中で各軍政下の南北朝鮮は対立が激化し、最終的には1948年にそれぞれ分断国家が誕生した。互いに朝鮮半島全土を領土であると主張する分断国家はそれぞれの朝鮮統一論を掲げ、北側指導者の金日成は「国土完整」を、南側指導者の李承晩は軍事力の行使をも視野に入れた「北進統一」を唱えた。互いを併呑しようとする両政府は1950年6月25日に勃発した朝鮮戦争によって、実際に干戈を交えることになる。

現在の朝鮮半島の軍事境界線

分裂された朝鮮半島。（軍事境界線）

### 38度線以北（北朝鮮）
ソ連軍政は、以前から存在した共産主義系の独立運動組職を包容し、主要な親日派人士やソ連軍政に非協力的な民族主義者を弾劾・粛清していった。同時に、ソ連軍政は当時少数の勢力に過ぎなかった金日成の旧東北抗日聯軍一派（後の満洲派）を重用し、朝鮮国内派（甲山派、南労党派）や中国派といった他の共産主義分派達を、金日成率いる朝鮮共産党（後の朝鮮労働党）の下へ強制的に編入させた。
1946年1月から米ソが朝鮮での信託統治実施を巡って共同委員会を開く中、北朝鮮では全体を統括する朝鮮人の行政機関として2月8日に北朝鮮臨時人民委員会が設立され、1947年2月20日には正式な行政機関として北朝鮮人民委員会に再編成された。その後、10月20日に米ソ共同委員会が最終的に決裂すると、人民委員会は11月18日に第3次会議を開催し、憲法制定委員会を樹立して北朝鮮独自の憲法制定に着手した。
1948年に入り南朝鮮単独で総選挙を実施する動きが起きると、人民委員会は南朝鮮労働党を通じて選挙の妨害活動に出た。だが、5月10日に南朝鮮単独総選挙が強行されたため、人民委員会は南側単独の新政府に対抗する別個の政府樹立を急いだ。8月25日、南北朝鮮を対象とした代議員選挙 を行って最高人民会議を設立し、9月3日には朝鮮民主主義人民共和国憲法が公式採択された。そして、9月9日に金日成を首班とする朝鮮民主主義人民共和国の建国が宣布されて、社会主義政権が発足した。10月12日にソ連の承認を受けることでソ連軍政は終結した。

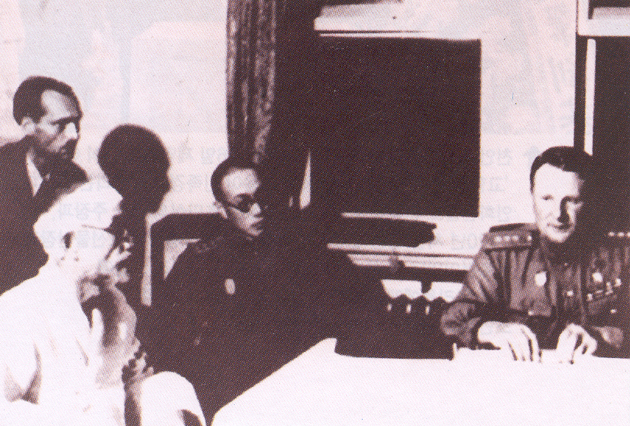
第5軍の降伏式に参加した曺晩植（左）と竹下義晴中将（中央）、及びイワン・チスチャコフ大将（1945年8月）
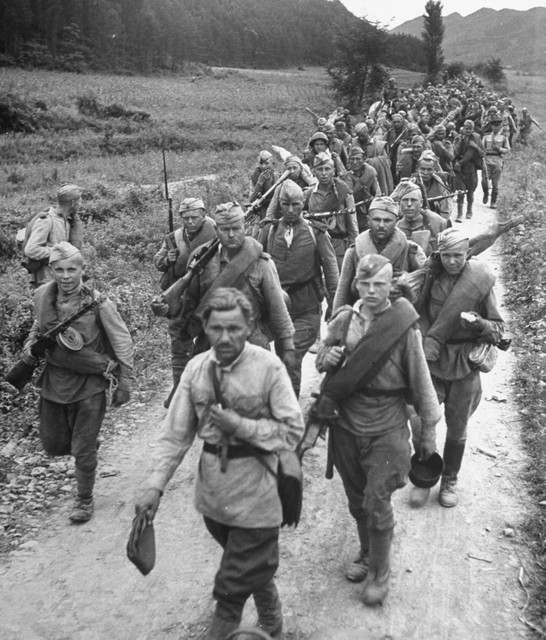
朝鮮に進駐したソ連軍の兵士（1945年10月）
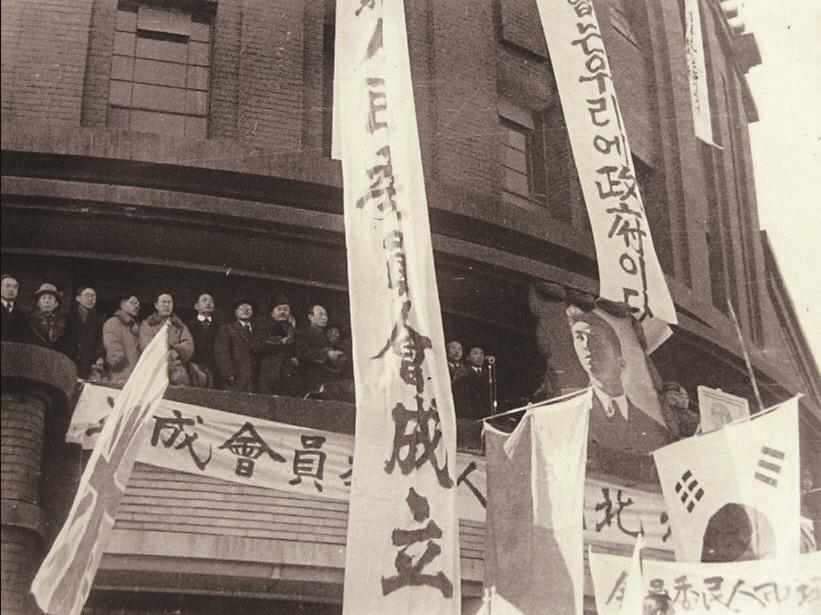
北朝鮮臨時人民委員会の成立慶祝大会（1946年2月）
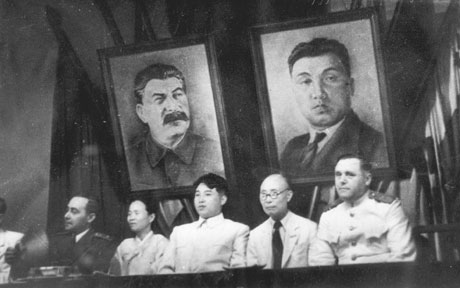
北朝鮮労働党の第1回党大会に出席する金日成（中央）と金枓奉（右から2番目）（1946年8月）
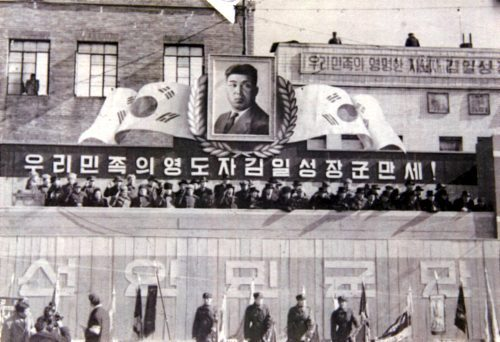
朝鮮人民軍の創立記念式典（1948年2月）
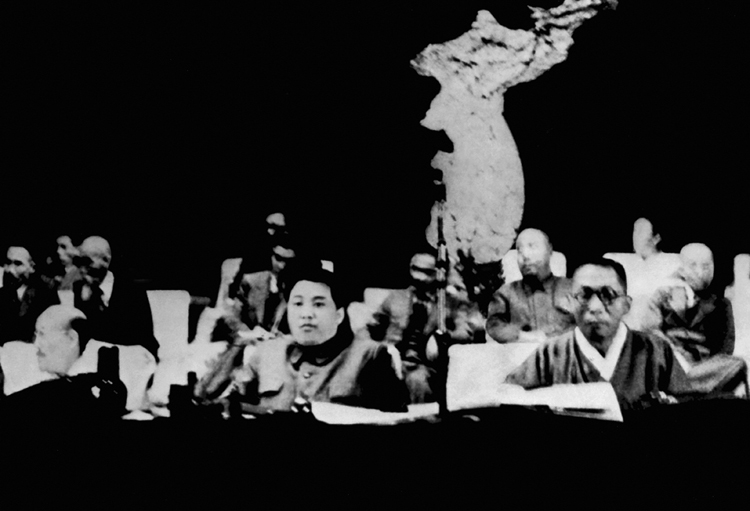
南北連席会議に出席した金日成（中央）と金九（1948年4月）

### 38度線以南（南朝鮮）
1945年8月25日、アメリカ軍が仁川府から南朝鮮への上陸を開始し、9月7日にアメリカ合衆国極東軍司令部が南朝鮮に軍政を布くこと宣言する。同日、夜間通行禁止令が出され、1982年に解除されるまで続くことになる。
アメリカ軍は、1945年9月9日に京城府で朝鮮総督府から降伏を受けると総督府の統治機構を接収し、9月11日に在朝鮮アメリカ陸軍司令部軍政庁（USAMGIK）を新設して南朝鮮の直接統治を担うようになった。しかし、アメリカの軍政庁は現地の事情に疎く、朝鮮を効果的に統治する経験も能力も有さなかったことから、朝鮮総督府に従事していた日本人や親日派の朝鮮人人士の一部をそのまま登用し、実質的には朝鮮総督府の統治機構を継承した。1945年12月6日、アメリカ軍政庁は南朝鮮にある日本政府財産及び日本人の私有財産の没収に着手 するとともに、朝鮮在住の日本人の引き揚げを推進した。
1945年12月、ソ連のモスクワで開催されたモスクワ三国外相会議にて、朝鮮を米・英・ソ・中4か国の信託統治下に最長5年間置くことが決定された。だが、東亜日報が『ソ連、信託統治を主張　アメリカは即時独立を主張』と誤報したことで、信託統治に反対（反託）する大韓民国臨時政府系の右派（民族主義派）と信託統治に賛成（賛託）する呂運亨ら左派（社会主義派）との対立が激化した。1946年1月7日、李承晩が信託統治の反対声明書を発表、その直後から京城にて開催された第一次米ソ共同委員会は反託派の扱いを巡って米ソが対立したため同年5月8日に無期限休会となった。事態を打開しようと中道左派・中道右派による左右合作運動が行われたが、左右両派から暗殺などのテロによる妨害を受けて運動は瓦解した。
米ソ対立を受けアメリカ軍政は共産主義勢力への取り締まりを強め、1946年5月8日に南朝鮮警察が朝鮮共産党本部ビルを捜索させ、党員による朝鮮銀行100圓券の大量偽造が発覚したと5月15日に発表した。アメリカ軍政はこれを機に共産党の非合法化に転じ、9月には朴憲永などの指導者に逮捕状が出たため、朴憲永は北朝鮮臨時人民委員会が樹立されていた北朝鮮に越北し、平壌から南朝鮮労働党（南労党）を指導して右派との抗争を行わせた。1946年10月1日、大邱府で南労党の扇動を受けた南朝鮮人230万人がアメリカ軍政に抗議して蜂起し多数の犠牲者が出た（大邱10月事件）。この頃から、南朝鮮では南朝鮮国防警備隊（後の韓国軍）や南朝鮮警察による共産勢力取り締まりが苛烈になり、極右団体の西北青年会による白色テロも公然と行われた。
信託統治問題をめぐって1947年5月から第二次米ソ共同委員会が開かれたが、10月20日に再び無期限休会となった。そのため、米国は米ソ共同委員会での問題解決を一方的に断念し、朝鮮独立問題を国際連合に移管した。米国は「国連の監視下で南北朝鮮総選挙を実施するとともに、国会による政府樹立を監視する国連臨時朝鮮委員団（UNTCOK）を朝鮮に派遣する」という提案を国連総会に上程し、11月14日に賛成43票、反対9票、棄権6票で可決された。これを受けてUNTCOKは翌1948年1月に朝鮮入りし、南朝鮮で李承晩や金九など有力政治指導者との会談 や総選挙実施の可能性調査などを行なった。UNTCOKは1948年2月20日に国連小総会へ「国連臨時朝鮮委員団が『任務遂行可能な地域』（南朝鮮）での単独選挙実施案」を提出し、2月26日の国連小総会で賛成31票・反対2票、棄権11票の賛成多数で可決された。
国連の議決により、5月10日にUNTCOKの監視下で南朝鮮単独で総選挙が実施されることが決定したが、それは新政府の統治が南朝鮮のみに限定され、朝鮮の南北分断が固定化されることを意味していた。そのため、朝鮮の即時独立を主張する反託派も、南朝鮮単独政府の樹立を認める李承晩（韓国民主党）派と南北統一政府樹立にこだわる金九（大韓民国臨時政府）派に分かれ、このような政治的対立から南朝鮮は騒乱状態となりストライキや主要人物の暗殺が相次いだ。
アメリカ軍政・韓国民主党の単独政府樹立強行の動きに対して、1948年3月12日には独立運動家の金九、金奎植、金昌淑、趙素昻らが南朝鮮の単独総選挙反対声明を発表し、同じく南部単独選挙に反対する北朝鮮人民委員会と協調する動きを見せた。また、同年4月3日には単独政府の樹立を認めない済州島民や左派勢力などによる済州島四・三事件が起きるが、アメリカ軍政は南朝鮮国防警備隊・警察・西北青年会などの右翼を朝鮮半島から送り込んで反乱住民の鎮圧を図った。その際、鎮圧部隊による島民虐殺が多発したため、少なくない島民が難を逃れようと日本へ密航して在日韓国人となった。
1948年5月10日、UNTCOKの監視下で、600人を超えるテロ犠牲者を出しながらも、南朝鮮では制憲国会を構成するための総選挙が実行された。制憲国会は李承晩を議長に選出し、7月17日に制憲憲法を制定した他、大統領選挙で李承晩を初代大統領に選出して独立国家としての準備を性急に進めた。それら準備を経て、1948年8月15日に李承晩大統領が大韓民国政府（大韓民国第一共和国）の樹立を宣言、実効支配地域を38度線以南の朝鮮半島のみとした大韓民国の独立とともに公式的にはアメリカ軍政が廃止された。ただし、アメリカ合衆国政府による韓国の独立承認は遅れ、大韓民国政府承認の批准案がアメリカ合衆国議会で可決されたのは1949年1月のことであった。
1948年9月22日には独立国家・大韓民国として反民族行為処罰法を公布し、反民族行為特別調査委員会を設置して親日派の粛清を始めとする過去との決別を図った。しかし、親日派清算事業は1950年に追及が不十分なまま活動を停止したため、その後の韓国社会に少なくない影響を残している。

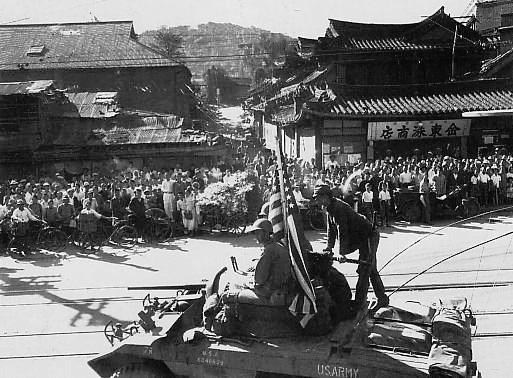
朝鮮に進駐するアメリカ軍。道案内のために日本軍将校が同乗している。（1945年9月）
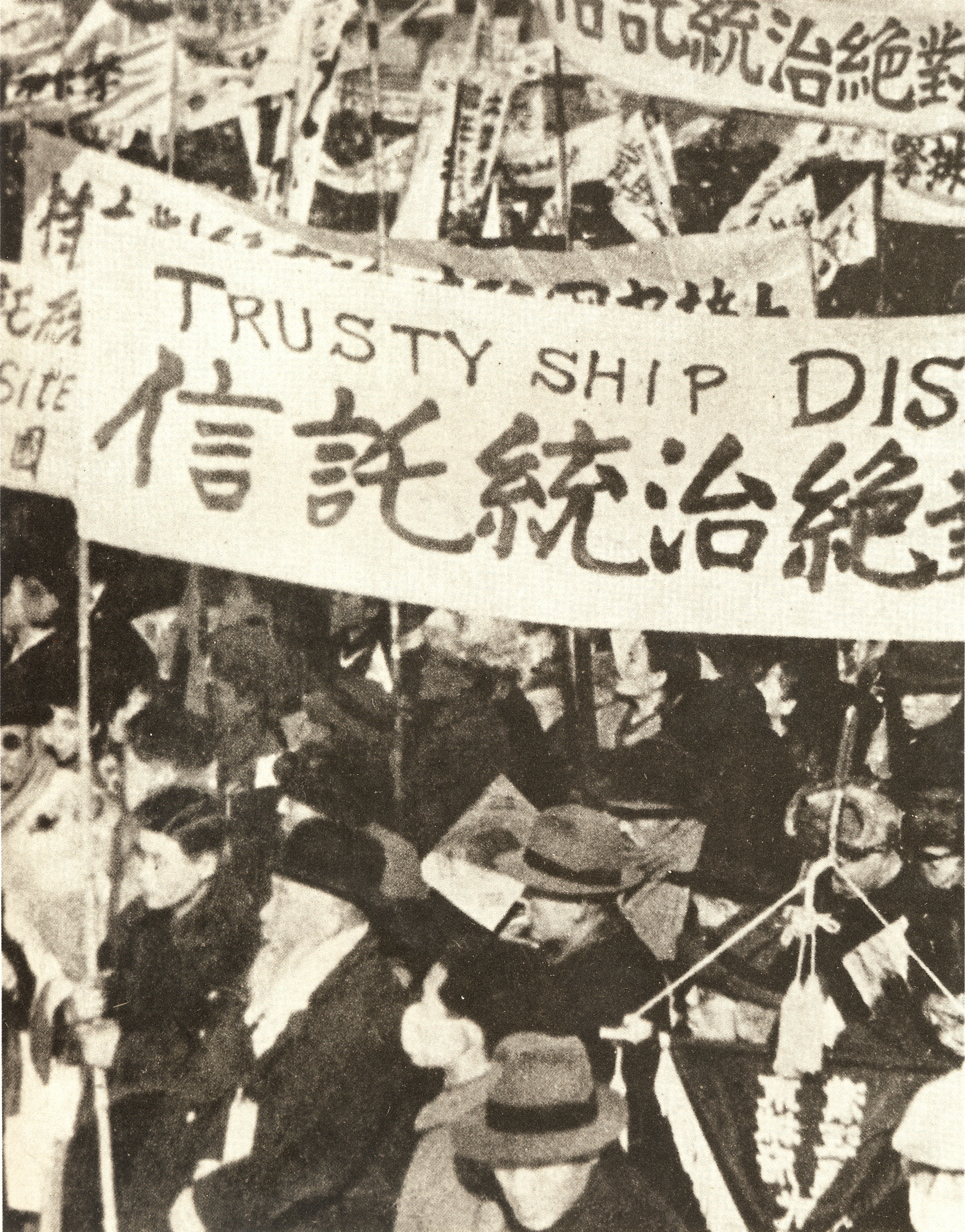
信託統治反対デモを行う南朝鮮人（1945年12月）
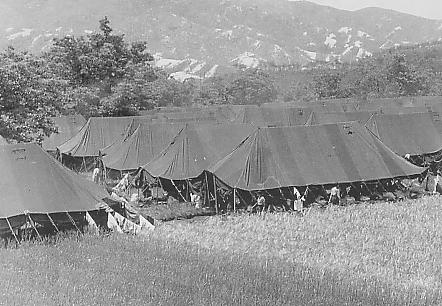
南朝鮮の日本人引き揚げ者収容キャンプ（1946年・月不明）
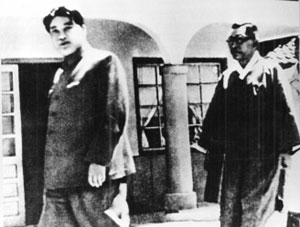
朝鮮の南北分断を回避しようとして北朝鮮首班の金日成と面会する金九（1948年4月）
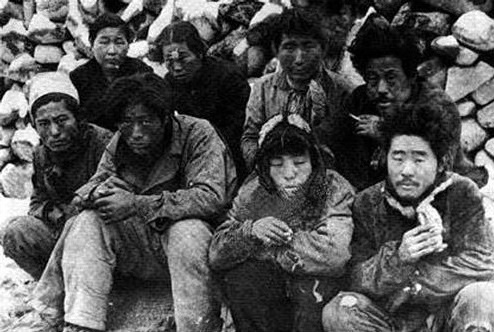
済州島四・三事件の最中で南朝鮮当局による処刑が行われる前の済州島民（1948年5月）
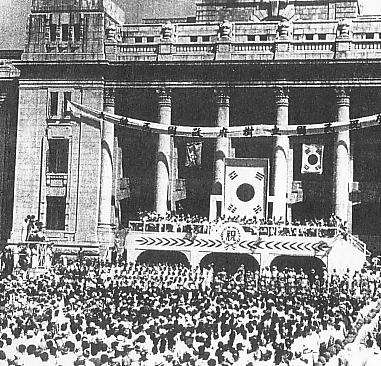
大韓民国政府樹立式典の様子（1948年8月）